# 毛果天芥菜
毛果天芥菜（学名：Heliotropium europaeum var. lasiocarpum）为紫草科天芥菜属天芥菜的变种，是中国的特有植物。分布于伊拉克、阿富汗、巴基斯坦、伊朗、克什米尔、叙利亚、印度、俄罗斯以及中国大陆的山西、河南、新疆等地，多生于砾石河滩、低海拔荒漠及路边草地，目前已由人工引种栽培。